# Бліхово
Бліхово (пол. Blichowo) — село в Польщі, у гміні Бульково Плоцького повіту Мазовецького воєводства.
Населення — 451 особа (2011).
У 1975-1998 роках село належало до Плоцького воєводства.

## Демографія
Демографічна структура станом на 31 березня 2011 року:
|          | Загалом | Допрацездатний вік | Працездатний вік | Постпрацездатний вік |
| -------- | ------- | ------------------ | ---------------- | -------------------- |
| Чоловіки | 213     | 43                 | 143              | 27                   |
| Жінки    | 238     | 49                 | 138              | 51                   |
| Разом    | 451     | 92                 | 281              | 78                   |